# Chopicalqui
El Chopicalqui (en quítxua: Chawpikallki) és una muntanya que s'eleva fins al 6.354 msnm. Es troba a la Cordillera Blanca, als Andes, entre el Huascarán i el Contrahierba, a la província de Yungay, a la regió d'Ancash, Perú.
El seu cim fou coronat per primera vegada el 3 d'agost de 1932, per H. Hoerlin, E. Schneider, P. Borchers i E. Hein, del Clup Alpí Alemany (Deutscher Alpenverein, DAV).